# Glückauf

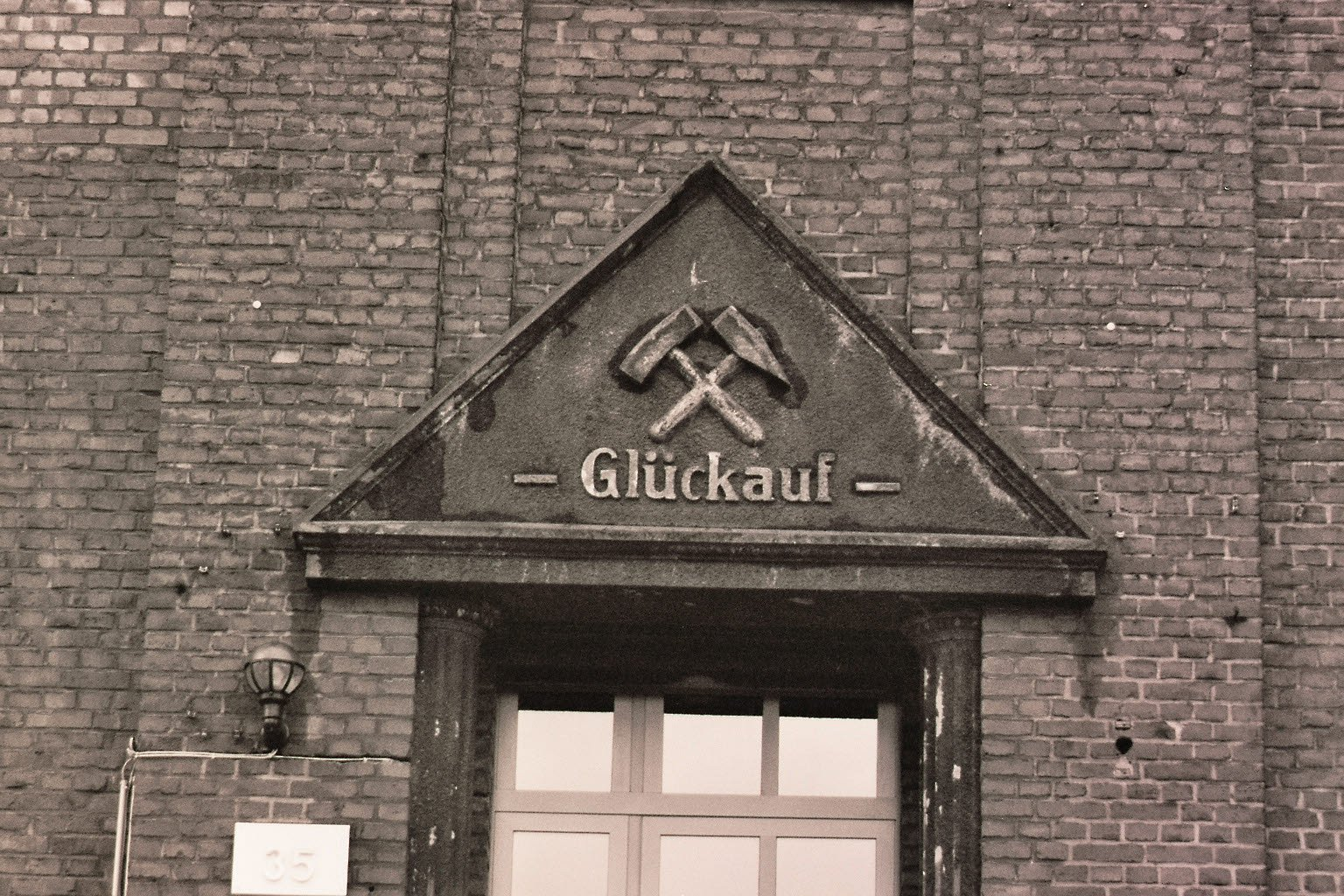
Bergmannsgruß Glückauf mit Schlägel und Eisen über dem Eingang zu einem ehemaligen Zechengebäude im südlichen Ruhrgebiet

„Glück Auf“: Wahlspruch im Wappen der Bergbaustadt Tsumeb, Namibia

Glückauf (als Ausruf „Glück auf!“) ist der deutsche Bergmannsgruß. Er beschreibt die Hoffnung der Bergleute, „es mögen sich Erzgänge auftun“ (Einkürzung der längeren Grußformel „Ich wünsche Dir Glück, tu einen neuen Gang auf“), denn beim Abbau von Erzen ließ sich ohne Prospektion nur unsicher vorhersagen, ob die Arbeit der Bergleute überhaupt zu einem Lohn führen würde. Weiterhin wird mit diesem Gruß der Wunsch für ein gesundes Ausfahren aus dem Bergwerk nach der Schicht verbunden.

## Entstehung
Der Gruß entstand im sächsischen Erzgebirge gegen Ende des 16. Jahrhunderts, als die Bergleute noch zu Fuß über Fahrten (Leitern) oder mit der Fahrkunst ein- und ausfuhren. (Man fährt in ein Bergwerk immer ein und nicht hinein, egal ob man zu Fuß, mit dem Förderkorb oder mit der Grubenbahn einfährt.) Das hieß, dass der Bergmann nach einer 10-Stunden-Schicht oft noch eine anstrengende und gefährliche 2-Stunden-Kletterpartie an der Fahrt vor sich hatte, etwas, wobei man Glück gebrauchen konnte. Wurde ein Bergmann fahrtlos, so war er dabei in den Schacht gestürzt. Hinzu kommt, dass in jener Zeit (16. bis 18. Jahrhundert) tödliche Unfälle sehr häufig waren, nicht nur beim Ein- und Ausfahren. Es kam oft vor, dass Kumpel der nächsten Schicht, die man beim Ausfahren noch gegrüßt hatte, im Berg geblieben waren.

## Historische Verwendung
Der Bergmannsgruß wurde bereits vor 1700 in dem alten Bergmannslied Glück Auf, der Steiger kommt künstlerisch umgesetzt und ist damit in das Volksliedgut eingegangen.
Bergwerke wie Zeche Glückauf-Tiefbau, Zeche Glückauf Barmen oder Zeche Glückaufsegen wurden so benannt.
Mindestens seit 1890 wird der Gruß verbreitet bei Speläologen (Höhlenforschern) benutzt und ist auch heute noch die am meisten verbreitete Grußform. Sie ist insbesondere beim Einfahren üblich.

## Heutige Verwendung

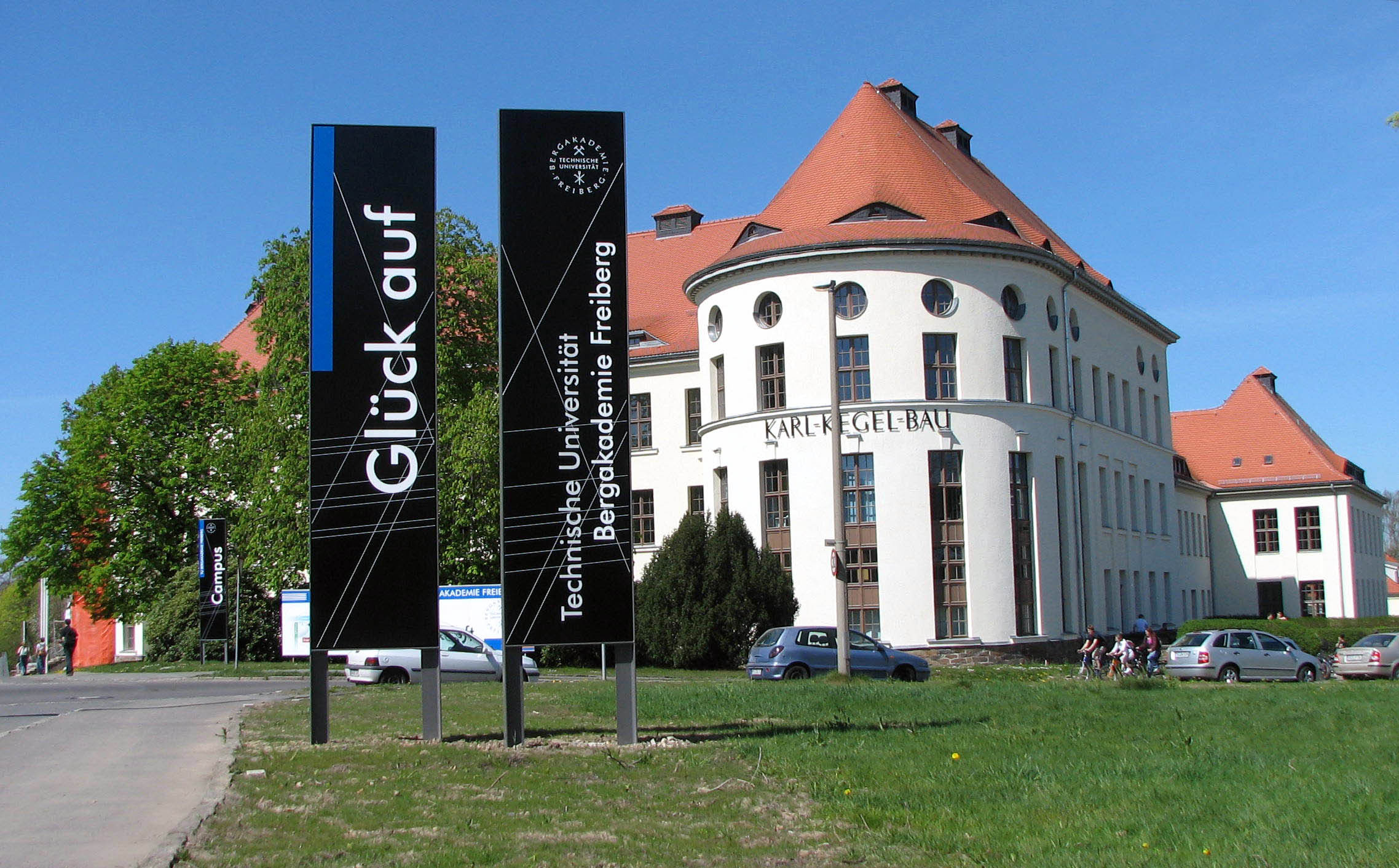
Begrüßungstafel der TU Bergakademie Freiberg

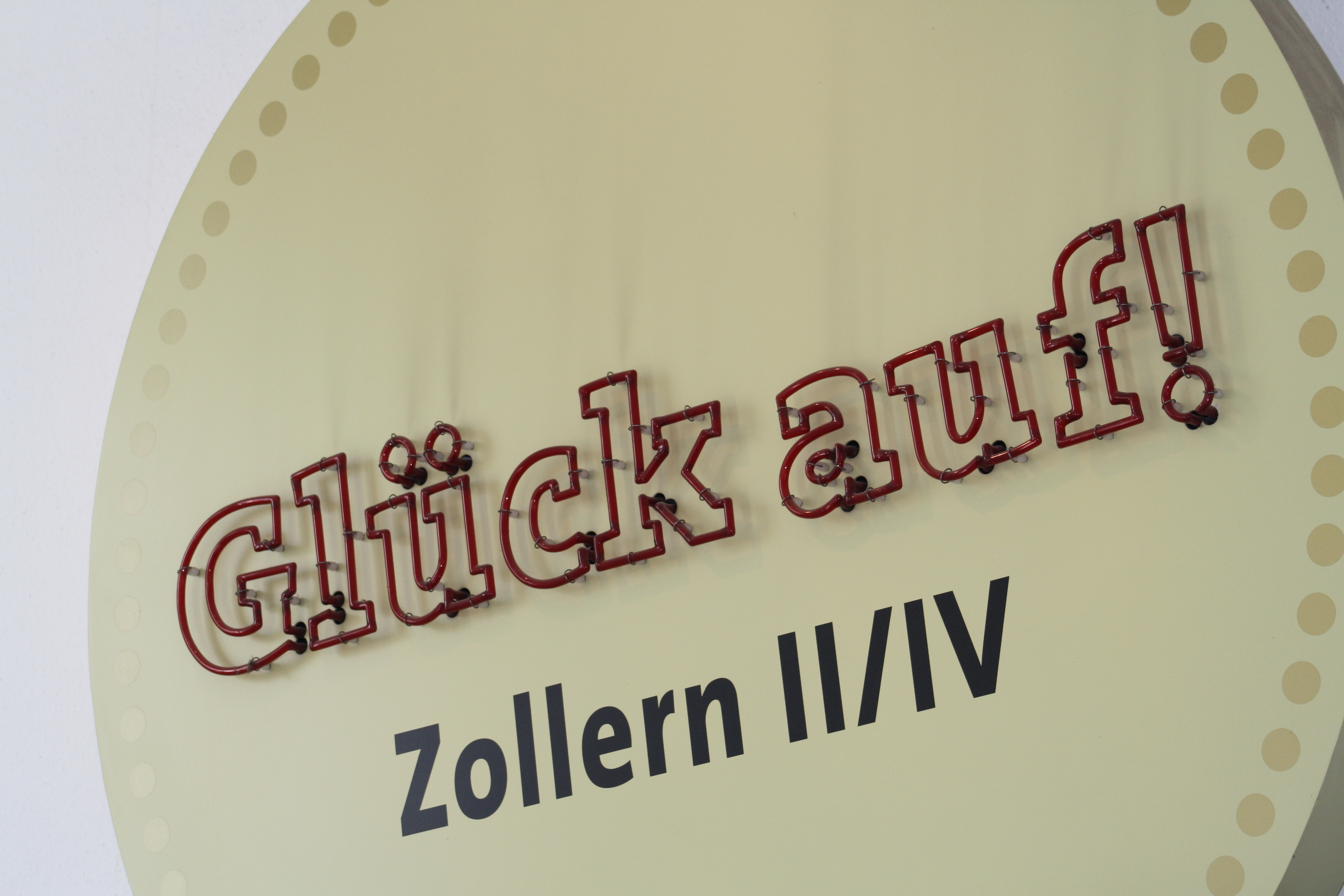
Leuchtröhren-Schriftzug in der Lohnhalle der Zeche Zollern, Dortmund

Der Bergmannsgruß ist heute noch im Bergbau anzutreffen. Er wird zum Beispiel bei festlichen bergbaulichen Anlässen und unter Knappschaften benutzt. Das „Glückauf“ wird im Bergbau im dienstlichen und privaten Schriftverkehr als Grußformel genutzt (Mit freundlichem Glückauf!).
Da die Erze nahe an den Gruben verhüttet wurden, hat sich dieser Gruß an einigen Standorten (Harz, Freiberg) auch bei den Hüttenleuten eingebürgert. Der vielfach beschworene Zusammenhalt von Hütten- und Bergleuten („Kohle und Stahl“) hat ein Übriges dazu beigetragen, auch wenn diese Tradition heute bei den Stahlarbeitern zunehmend in Vergessenheit gerät.
In vielen Bergbauregionen, so im Erzgebirge, Oberharz und Ruhrgebiet findet der Gruß auch heute noch im alltäglichen Leben Verwendung (erzgebirgisch: „Glick Auf!“, „Gliggauf“) – vorzugsweise unter Männern. Er ist in Abwandlungen (bspw. „Gauf!“, „Auupp!“) bisweilen in der regionalen Jugendsprache zu hören. Auch an der Montanuniversität Leoben wird sowohl bei offiziellen Anlässen als auch zu Unterrichtsbeginn mit „Glück Auf!“ gegrüßt; die Worte haben im Leben der studentischen Verbindungen von Leoben eine elementare Bedeutung. Im Rest der Steiermark ist der Gruß genauso aufgrund der historischen Bergbautradition verbreitet, liegt jedoch (in der Form „ein steirisches Glück auf!“) näher an der Ursprungsbedeutung als Glückwunschformel.
In den Jahren 1953 – 1955 fuhr der Fernschnellzug Glückauf zwischen Essen und Frankfurt und mit Bezug zum Ruhrgebiet ist die Glückauf-Bahn zwischen Gelsenkirchen und Bochum unterwegs.
Bei Heimspielen des FC Schalke 04 und des FC Erzgebirge Aue werden die Zuschauer mit „Glück auf“ willkommen geheißen, gleichzeitig wird das Steigerlied abgespielt. Die ehemalige Spielstätte der Gelsenkirchener war die Glückauf-Kampfbahn (bis 1973).
Das „Glückauf“ ist ebenfalls der Gruß des Technischen Hilfswerks.
Bei den DGB-Gewerkschaften wird das „Glückauf“ häufig in Reden oder Ansprachen verwendet.

## Verwandte Begriffe
- „Glück zu!“ ist der traditionelle Gruß der Müller.[7]
- „Glück ab!“ ist der Schlachtruf in der Bundeswehr im Fallschirmsprungwesen